# الخطوط الجوية المتحدة الرحلة 93

مسار الرحلة

خطفت يونايتد ايرلاينز الرحلة رقم 93 من قبل أربعة أعضاء من القاعدة في 11 سبتمبر 2001، كجزء من هجمات 11 سبتمبر . تحطمت في بنسلفانيا قرب شانكسفيل، خلال محاولة من قبل بعض الركاب لاستعادة السيطرة، مما أسفر عن مقتل 44 شخصا على متنها بما فيهم الخاطفين الأربعة ولم يصب أحد على الأرض.
كان مسار الطائرة المعنية من طراز بوينغ 757-222 من مطار نيوارك الدولي في نيوارك بولاية نيو جيرسي، إلى مطار سان فرانسيسكو الدولي في سان فرانسيسكو، كاليفورنيا، حيث سيطر الخاطفين على قمرة القيادة في الطائرة بقيادة زياد جراح، وعمل على تحويل مسارها مرة أخرى إلى الساحل الشرقي للولايات المتحدة في اتجاه واشنطن العاصمة
بعد تولي الخاطفين السيطرة على الطائرة، استطاع بعض الركاب وطاقم الطائرة من إجراء مكالمات هاتفية وعلموا ان طائرات أخرى مخطوفة قامت بهجمات على مركز التجارة العالمي في مدينة نيويوك والبنتاغون في مدينة ارلينغتون في مقاطعة فيرجينيا.
قام بعض الركاب بمواجهة الخاطفين في محاولة للسيطرة على الطائرة، وأثناء هذه المحاولة تحطمت الطائرة في منجم في بلدة Stonycreek بالقرب من البحيرة الهندية و شانكسفيل في مقاطعة سومرست بولاية بنسلفانيا، على بعد حوالى 65 ميلا (105 كم) جنوب شرق بيتسبرغ و 130 ميلا (210 كم) شمال غرب واشنطن. وفي غضون ساعات بدأت وكالات الأنباء بالإبلاغ عن الحدث.
وكشفت تحليلات لاحقة لتسجيلات الطائرة كيف ان المحاولة التي قام بها المسافرين للهجوم على الخاطفين منعت الطائرة من الوصول إلى الهدف المقصود.
ومن بين أربع طائرات مخطوفة ( الخطوط الأمريكية رحلة رقم 11، و الخطوط الأمريكية رحلة 77، والخطوط الجوية المتحدة رحلة 175، والخطوط الجوية المتحدة رحلة 93) كانت الأخيرة هي الوحيدة التي لم يصل بها الخاطفون إلى هدفهم المنشود.

## الخاطفون

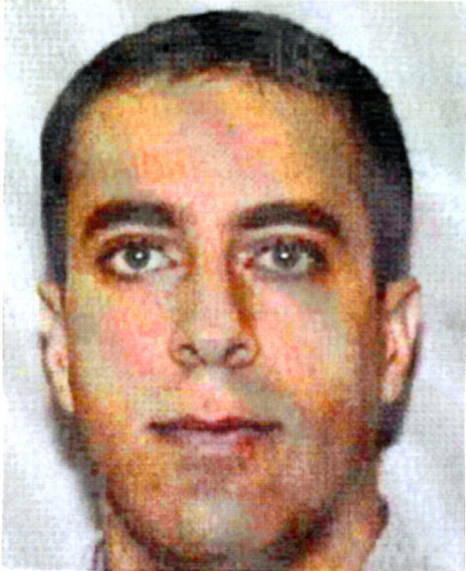
Ziad_Jarrah,_2001

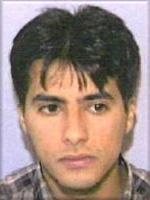
أحمد النعمي

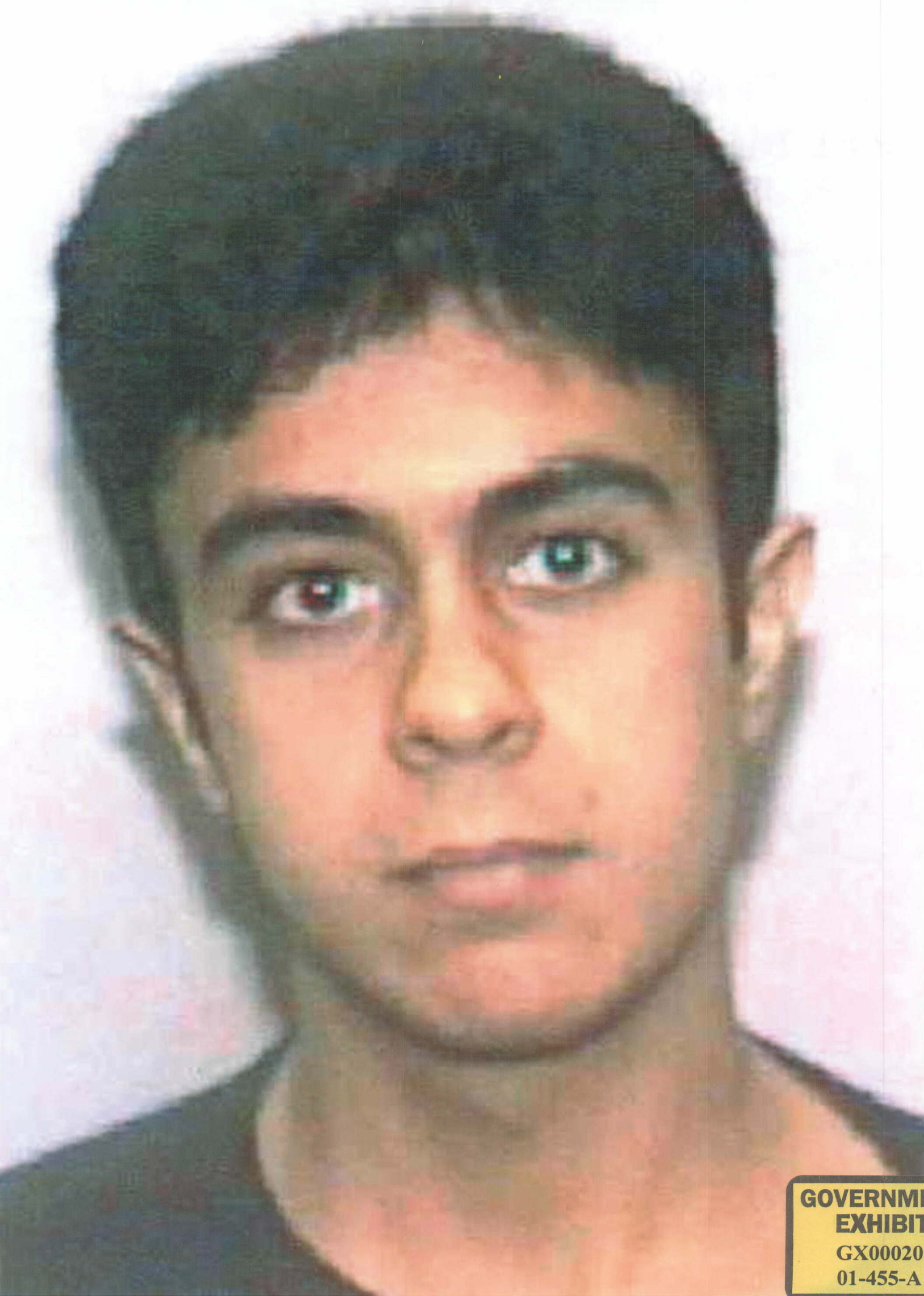
سعيد الغامدي

قاد زياد جراح عضو تنظيم القاعدة بعملية اختطاف الرحلة 93. وُلد جراح في لبنان لأسرة ثرية وترعرع في بيئة علمانية. أراد أن يصبح طيارًا وانتقل إلى ألمانيا في عام 1996، والتحق بجامعة غرايفسفالد لدراسة اللغة الألمانية. بعد مرور عام، انتقل إلى هامبورغ وبدأ دراسة هندسة الطيران في جامعة هامبورغ للعلوم التطبيقية. أصبح جراح مسلمًا متدينًا في هامبورغ، وارتبط بخلية هامبورج المتطرفة.
غادر جراح هامبورغ متجهًا إلى أفغانستان في نوفمبر 1999، حيث أمضى ثلاثة أشهر. خلال وجوده في أفغانستان، التقى زعيم تنظيم القاعدة أسامة بن لادن في يناير 2000. عاد جراح إلى هامبورغ في نهاية يناير، وأبلغ في فبراير عن سرقة جواز سفره القديم ليحصل على جواز جديد لا يحتوي سجلات مختومة تُظهر رحلاته السابقة.
تلقى جراح في مايو تأشيرة دخول من سفارة الولايات المتحدة في برلين، وصل إلى فلوريدا في يونيو 2000، حيث بدأ تلقي دروس الطيران والتدريب على القتال بالأيدي. بقي جراح على اتصال مستمر مع صديقته في ألمانيا وعائلته في لبنان خلال الأشهر التي سبقت الهجمات، الأمر الذي أثار حفيظة محمد عطا، الزعيم التكتيكي للخطة، ما دفع مخططي تنظيم القاعدة ربما إلى اختيار عميل آخر: زكريا موسوي، ليحل محل جراح في حال تراجعه عن العملية.
دُرّب أربعة من الخاطفين «ذوي البنية العضلية» على اقتحام قمرة القيادة وفرض سيطرتهم على الطاقم، ورافق ثلاثة آخرون جراح في الرحلة 93. وصل الأول، أحمد النعمي إلى ميامي، فلوريدا في 28 مايو 2001، عن طريق تأشيرة سياحية لمدة ستة أشهر مع خاطفي الرحلة 175 التابعة للخطوط الجوية المتحدة: حمزة الغامدي ومهند الشهري. وصل ثاني خاطفي الرحلة 93 المدعو أحمد الحزناوي إلى ميامي في 8 يونيو مع أحد خاطفي الرحلة 11 واسمه وائل الشهري، بينما سافر سعيد الغامدي، وهو الخاطف الثالث لرحلة الطيران 93، إلى أورلاندو، فلوريدا في 27 يونيو مع خاطف الرحلة 175 فايز بني حماد.
سافر الخاطف الخامس محمد القحطاني إلى أورلاندو قادماً من دبي في 3 أغسطس 2001. استُجوب القحطاني من قبل المسؤولين، الذين شككوا في قدرته على إعالة نفسه بمبلغ قدره 2800 دولار فقط، خاصّة مع إمكانية تحوله إلى مهاجر غير شرعي نتيجة سفره باستخدام تذكرة ذهاب فقط، ما أسفر في نهاية المطاف عن إعادته إلى دبي، ومن بعدها إلى السعودية. عُثر على جوازات زياد جراح وسعيد الغامدي في موقع تحطم الرحلة 93. قالت عائلة جراح إنه كان «راكبًا بريئًا» على متن الطائرة.

## الرحلة
سُلمت الطائرة المشاركة في عملية الخطف وهي طائرة مدنية من نوع بوينغ 757-222، ذات رمز التسجيل إن 591 يو إيه، إلى شركة الطيران في عام 1996، مع قدرة استيعابية بلغت 182 راكبًا. حملت رحلة 11 سبتمبر 33 راكبًا، و4 إرهابيين، و7 من أفراد الطاقم، أي ما يعادل عامل تحميل بنسبة 20%، وهو أقل بكثير من متوسط حمولة الرحلة 93 يوم الثلاثاء المقدر بنسبة تحميل 52%. تألف أعضاء الطاقم السبعة كل من الكابتن جايسون دال، ومساعد الطيار ليروي هومر جونيور، والمضيفات لورين باي، وساندرا برادشو، وواندا غرين، وسيسي ليليس، وديبورا ويلش.

### الصعود على متن الرحلة
سجل الخاطفون الأربعة دخولهم إلى الرحلة بين 07:03 و 07:39 بالتوقيت الشرقي. وصل الغامدي في الساعة 07:03 دون أمتعة على عكس النعمي الذي سجل دخوله مع حقيبتين. وصل الحزناوي مع حقيبة واحدة في الساعة 07:24، وسجل جراح وصوله في الساعة 07:39 دون أي أمتعة. كان الحزناوي الخاطف الوحيد الذي خضع للتدقيق الإضافي من قبل نظام الفحص المسبق للركاب بمساعدة الكمبيوتر (سي إيه بي بي إس)، إذ مرّت حقيبته بفحص إضافي للمتفجرات، دون الحاجة إلى مزيد من التدقيق من قبل نظام الفحص في نقطة التفتيش الأمنية للركاب. لم يذكر أي من العاملين في نقاط التفتيش الأمنية وجود شيء غير مألوف حول الخاطفين.
دخل الحناوي والغامدي الطائرة في الساعة 07:39 وجلسوا في مقاعد الدرجة الأولى بي6 ودي3 على التوالي. صعد النعمي بعدها بدقيقة وجلس في مقعد الدرجة الأولى سي3. اتصل زياد جراح بصديقته، أيسل سنغون، من هاتف عمومي في المطار، مكررًا عبارة «أحبك» مرةً تلو الأخرى، وركب في تمام الساعة 07:48 وجلس في المقعد بي1. كان من المقرر أن تغادر الطائرة في تمام الساعة 08:00 لكن تأخرت بسبب البوابة إيه17 إلى الساعة 08:01، استمر التأخير ولم تقلع الطائرة حتى الساعة 08:42 بسبب الازدحام الشديد في المطار. غادرت الرحلات الثلاث المختطفة الأخرى في غضون خمس عشرة دقيقة من مواعيدها المحددة. بحلول الوقت الذي حلقت فيه الرحلة 93، كانت الرحلة 11 على بعد أربع دقائق من ارتطامها بالبرج الشمالي، بينما كانت الرحلة 175 في خضم عملية الاختطاف؛ حلقت الرحلة 77 بشكل طبيعي وكانت على بعد تسع دقائق من اختطافها. بحلول الساعة 09:02، قبل دقيقة واحدة من وصول الرحلة 175 إلى البرج الجنوبي، وصلت الرحلة 93 إلى ارتفاع 35000 قدم (11000 م).
أصدر مسؤولو الحركة الجوية تحذيرات بالتزامن مع وقوع الهجمات عبر نظام معالجة اتصالات الطائرات والإبلاغ عنها (إيه سي إيه آر إس). شرع إد بالينجر، مسؤول اتصالات الرحلة الجوية، بإرسال تحذيرات نصية إلى حجرات قيادة رحلات الخطوط الجوية المتحدة في تمام الساعة 09:19، بعد 17 دقيقة من علمه باصطدام الرحلة 175. كان بالينجر مسؤولاً عن رحلات متعددة، وأرسل الرسالة إلى الرحلة 93 في الساعة 09:23، وتلقى أيضًا رسالة إيه سي إيه آر إس روتينية من الرحلة 93 في الساعة 09:21. بعد معرفتها بوقوع الأحداث في مركز التجارة العالمي، أرسلت ميلودي هومر زوجة ليروي هومر، في الساعة 09:22، رسالة إيه سي إيه آر إس إلى زوجها في قمرة القيادة تسأل عما إذا كان على ما يرام. تلقت الرحلة 93 تحذير إيه سي إيه آر إس من بالينجر 09:24: «احذر أي اقتحام في قمرة القيادة – ضربت طائرتان مركز التجارة العالمي». في تمام الساعة 09:26، أرسل الكابتن جايسون دال رسالة إيه سي إيه آر إس مرة أخرى، «إد، أكّد آخر رسالة من فضلك -جايسون». في الساعة 09:27:25، استجاب طاقم الرحلة لاتصال لاسلكي روتيني من مركز المراقبة الجوية. كان هذا آخر اتصال أجراه طاقم الرحلة قبل الاختطاف.

### الاختطاف
بدأ اختطاف الرحلة 93 في الساعة 09:28، حيث كانت الرحلتان 11 و175 قد اصطدمتا بالفعل بمركز التجارة العالمي وكانت الرحلة 77 على بعد 9 دقائق من ضرب البنتاغون. لم ينتظر الخاطفون أكثر من 30 دقيقة للاستيلاء على الطائرة، وحصل الهجوم غالبًا بعد إطفاء إشارة ربط حزام الأمان وبدء خدمة المقصورة. بقي سبب انتظار الخاطفين على متن الرحلة 93 لمدة 46 دقيقة قبل بدء اعتدائهم مجهولًا.
في الساعة 09:28:17، نجح مساعد الطيار ليروي هومر في التواصل مع المركز على الأرض، وهو يصرخ، «ماي داي! ماي داي! اخرج!» عبر الراديو وسط أصوات العنف. أجاب مراقب الحركة الجوية في كليفلاند: «هل اتصل شخص ما بكليفلاند؟» لكن لم يتلق أي رد.
أرسل الطاقم تبليغًا آخر بعد خمس وثلاثين ثانية من نداء الاستغاثة الأول. صاح هومر «ماي داي! ماي داي! اخرجوا من هنا! ماي داي! اخرجوا من هنا!». هبطت الطائرة 685 قدمًا (209 م) خلال نصف دقيقة قبل أن يتمكن الخاطفون من السيطرة على الطائرة. لم يكن ممكنًا تحديد الوقت الذي أصبحت فيه الرحلة 93 تحت سيطرة الخاطفين بصورة دقيقة. يعتقد المسؤولون أن الخاطفين قد هاجموا قمرة القيادة في الساعة 09:28، ونقلوا الركاب إلى الجزء الخلفي من الطائرة في الوقت نفسه تحسبًا لاعتراض الطاقم أو الركاب عملية الاختطاف. جرت عملية اختطاف الطائرات الأخرى بواسطة فرق مكونة من خمسة رجال، إلّا الرحلة 93 تكونت من فريق مكون من 4 أفراد فقط، ما أدى إلى ظهور تكهنات بوجود الخاطف رقم 20. رأت لجنة 11/9 أن محمد القحطاني هو المرشح المحتمل لهذا الدور، إذ مُنع من دخول الولايات المتحدة قبل شهر واحد ومن ثم لم يتمكن من المشاركة في عملية الاختطاف. تزامناً مع أقاويل العديد من الركاب في المكالمات الهاتفية التي تفيد برؤيتهم ثلاثة خاطفين فقط، اعتقدت لجنة الحادي عشر من سبتمبر أن جراح بقي جالسًا لحين السيطرة على الطاقم ونقل الركاب إلى الجزء الخلفي من الطائرة، ليتولى بعدها قيادة الطائرة بعيدًا عن مرأى الركاب.

## وصلات خارجية
- التقرير النهائي للجنة 11 سبتمبر
- تقرير NTSB لـ 11 سبمتبر